# Schiaccianoci

Schiaccianoci in azione

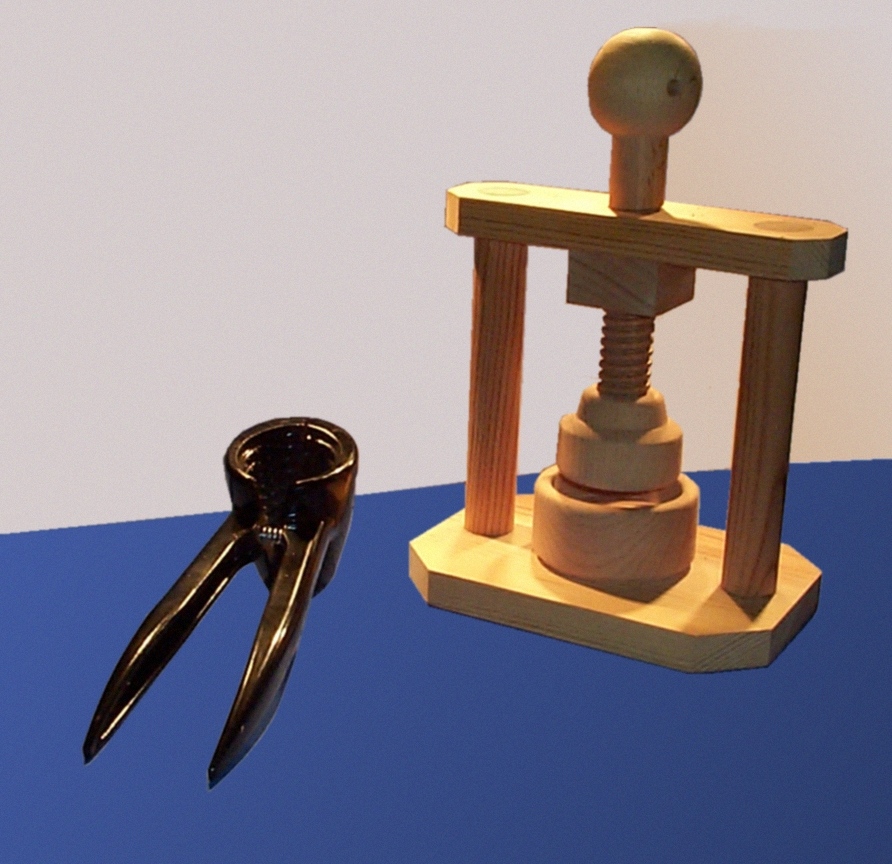
Schiaccianoci in legno e a molla

Lo schiaccianoci è un attrezzo casalingo usato per rompere il guscio di noci, mandorle o altra frutta secca con guscio duro. Viene costruito in metallo o legno. È una macchina semplice

## Tipologie
Lo schiaccianoci è una leva di secondo genere. Ne esistono di due tipi: quello più comune è formato da due aste, in genere di metallo, incernierate ad un'estremità; la noce viene posta in mezzo e si fa forza sulle estremità libere. Le due aste sono sagomate in modo da trattenere i frutti quando si schiacciano. In origine tale strumento, concepito nella sua forma conica con funzionamento a molle, veniva utilizzato per schiacciare le olive così da rompere il nocciolo e farne uscire le essenze, tecnica ancora oggi usata in alcune regioni italiane per conservare le olive facendole maggiormente insaporire. Un altro tipo meno comune è costituito da un piccolo contenitore in legno, dove la rottura del guscio del frutto si ottiene stringendo una vite, sempre in legno.

## Schiaccianoci decorativo
Nati inizialmente come schiaccianoci, ma in tempi moderni con funzione principalmente decorativa, sono le statuette schiaccianoci di origine tedesca, spesso a forma di soldatino. Uno di questi è il protagonista del celebre balletto Lo schiaccianoci di Pëtr Il'ič Čajkovskij, e di alcune opere correlate.